# Prosopea pygmaella
Prosopea pygmaella là một loài ruồi trong họ Tachinidae.